# Köksal Kuş
Köksal Kuş (* 1960 in der Türkei) ist ein türkischer Bauunternehmer. Von 2021 bis Januar 2024 war er Vorsitzender der Union Internationaler Demokraten (UID).

## Leben
Köksal Kuş lebt seit 1979 in Deutschland, hat dort Maschinenbau studiert und ist als Unternehmer in der Baubranche aktiv. Er war lange Jahre aktives Mitglied in der Föderation der Türkisch-Demokratischen Idealistenvereine in Deutschland (ADÜTDF) (Graue Wölfe) und Vorstandsmitglied in der Union Internationaler Demokraten (UID). Am 24. Januar 2021 wurde er zum Vorsitzenden des europäischen Hauptsitzes der UID gewählt, einer Lobbyorganisation der türkischen Regierungspartei AKP, die im Sinne des türkischen Präsidenten Recep Tayyip Erdoğan Politik auf deutschem Boden macht.